# 키티필름
키티필름(キティフィルム, Kitty Films)은 1972년 일본에서 설립된 제작사이다.

## 역사
이 회사는 1972년 타가 히데노리의 키티 뮤직 코퍼레이션(Kitty Music Corporation)으로 처음 설립되었다. 폴리도르와 MCA의 자회사로 TV 드라마 사운드트랙을 제작했다. 첫 번째 작품은 1972년 영화 첫 여행(初めての旅)이었다.
1981년부터 키티의 애니메이션 제작 진출을 알렸다. 향후 20년 동안 키티필름은 메종일각 및 란마 ½을 포함하여 타카하시 만화 시리즈의 대부분의 애니메이션 버전을 제작하여 일본 내외에서 주목을 받게 된다. 타카하시는 실제로 대부분의 키티 애니메이션 제작 기획자인 오치아이 시게카즈와 같은 대학에 다녔다.
제작사로서의 명성에도 불구하고 키티 작품의 실제 애니메이션은 여러 독립 애니메이션 스튜디오에서 처리되었으며 그중 일부는 오늘날에도 여전히 존재한다. 피에로는 시끌별 녀석들의 전반부 애니메이션을, 스튜디오 딘은 후반부(일부 OVA 제외)와 매종일각 및 란마 전체를 애니메이션으로 제작했다.
불행히도 이 회사는 초기부터 재정적 어려움을 겪었고 1992년 란마 TV 시리즈가 끝날 무렵에 정점에 이르렀다. 타가 히데노리는 실제로 음악 지점에서 돈을 지출하여 키티의 영화 부문 자금을 지원했다.
키티필름은 결국 키티그룹으로 다시 통합되었으며 주로 키티필름 라이브러리의 대부분에 대한 권리를 매각한 탤런트 에이전시로 존재한다.

## 제작
- 천사소녀 새롬이
- 하나우쿄 메이드대
- 이나중 탁구부
- 키테레츠 대백과
- 은하영웅전설
- 메종일각
- 미유키 (만화)
- 꽃나라 요술봉
- 란마 ½
- 11인이 있다!
- 터치 (만화)
- 시끌별 녀석들
- 야와라!